# Beamship
Beamship je brněnská hudební skupina, jejíž tvorba osciluje mezi EBM a DARKWAVE.
Skupina vznikla v roce 2001 původně jako dvoučlenná. Od roku 2004, kdy přibrala nového zpěváka, hraje v trojčlenném složení. Ještě ve dvoučlenném složení vydala skupina v roce 2004 demo album Sample, v roce 2006 pak album Big Brother, které je celé laděno v duchu katastrofálních vizí budoucnosti lidstva. Většina písní je nazpívána v angličtině, některé v němčině. Nyní (tedy pro rok 2008)je v přípravě již třetí počin této elektronické kapely "MANIFEST".
Složení:
Martin Pavlík (Atreid) - klávesy, Jiří Marek (Wyvern) - klávesy, Ondřej Václavík - zpěv
Martin Pavlík je dále zainteresován v elektronických projektech H.E.E.L. a FRONTIER GUARDS (letošní debutové CD nese název "PREDESTINATION" a vychází u aliens records (SK).

## Diskografie
- MANIFEST (2009)

1. Anfang
2. Tausendjährige Angst
3. Red Dragon
4. God is dead
5. Civil Commotion
6. Defence
7. Manifest
8. Fallen Angel
9. Freedom
10. Kraftwerk - ROBOTS (high voltage tribute)
11. Deine Lakaien - RETURN (fallen tribute)

+ video: "RED DRAGON"
- Big Brother (2006)

1. The Fall
2. Factory
3. Detoxin
4. Big Brother
5. Mind Control
6. Despotic
7. Rawmeat
8. Welt Gegen Welt
9. Forsage
10. Beamship (retro electro)
11. Radioactivity (tribute to Kraftwerk)
12. Monument (tribute to Depeche Mode)

+ 3D Video Welt Gegen Welt
- Sample (2004)

1. Solid
2. Reveal
3. Wake Up
4. Biorythm
5. Twilight Sound
6. Beamship
7. Radioactivity (hide bonus)
8. Rawmeat (hide bonus)
9. Jungleman (hide bonus)
10. Detoxin (hide bonus)